# Цибуленко Євген Миколайович
Євген Миколайович Цибуле́нко (*21 жовтня, 1972, Сімферополь) — естонський професор права і публіцист українського походження. Голова Українського Земляцтва Естонії (2017-2019).

## Життєпис
Професор Цибуленко закінчив Інститут Міжнародних відносин Київського національного університету ім. Тараса Шевченка (1996 р.), де пізніше захистив дисертацію (2000 р.). Виконував пост-докторські дослідження в Міжнародному інституті прав людини університету De Paul в Чикаго (2002 р.).
Працював у Міжнародному комітеті Червоного Хреста та Київському міжнародному університеті.
Завідувач кафедрою міжнародного й порівняльного права Талліннської школи права Талліннського технічного університету (Естонія) (2003-2010), науковий співробітник (2010). Засновник і перший директор університетського центру з прав людини (2007-2014). Старший ментор-відвідувач (Visiting Senior Mentor) в Балтійському Коледжі Оборони (Baltic Defense College).
У грудні 2009 року за поданням міністра освіти і науки Тиніса Лукаса Цибуленку було надано громадянство Естонії за особливі заслуги. За цією статтею громадянство ЕР може надаватися не більше, ніж 10-ти особам на рік.
У 2014 році вступив до ініціативної групи зі створення нової правої партії - "Вільна партія Естонії". Балотується за списком Вільної партії у виборчому окрузі №7 (Іда-Вірумаа) на виборах у Рійгікогу (Парламент Естонії) в 2015 році.
У 2018 році увійшов до списку з 20 політичних і громадських діячів Естонії, що мають "русофобські настрої", яким РФ заборонила в'їзд на свою територію. Даний крок Москви став відповіддю на встановлену Естонією заборону на в'їзд у країну 49 громадянам Росії зі списку Магнітського.

## Науковий доробок і кар'єра
Автор понад 40-ка наукових книг і статей та понад 400-т публіцистичних статей, коментарів та інтерв'ю. Брав участь у розробці ряду Українських законів. Експерт Міжнародного комітету Червоного Хреста, Естонського Червоного Хреста, Естонської комісії з питань інтеграції, Європейської комісії та ОБСЄ.

### Наукові праці
1. Цибуленко Євген Миколайович. Міжнародно-правове регулювання застосування звичайних озброєнь: Дис… канд. юрид. наук: 12.00.11 / Київський ун-т ім. Тараса Шевченка. Інститут міжнародних відносин. — К., 1999. — 184 л. — Бібліогр.: л.166-182.
2. Tsybulenko, E.; Rinta-Pollari, H. (2023) Legal Challenges in Prosecuting the Crime of Aggression in the Russo-Ukrainian War. In: Review of Central and East European Law, 48 (3-4), pp. 319-350.
3. Tsybulenko E., Kajander A. (2022) Customary International Humanitarian Law and Article 36 of Additional Protocol I to the Geneva Conventions: A Stopgap Regulator of Autonomous Weapons Systems? In: TalTech Journal of European Studies, 12 (2), pp. 87-112.
4. Tsybulenko, E.; Platonova, A. (2022) Legal Instruments of the Shanghai Cooperation Organisation: A Case of Missed Opportunities? In: Sayapin S., Burnashev R. (Eds.). Central Asian Yearbook of International Law and International Relations. Volume 1. Eleven, The Hague, pp. 244–257.
5. Tsybulenko, E. (2022). Blinding Laser Weapons. In: Sayapin, S. et al. (Eds.). International Conflict and Security Law. T.M.C. Asser Press/Springer, The Hague, pp. 367-378.
6. Tsybulenko, E. (2022). Fuel air explosive weapons. In: Sayapin, S. et al. (Eds.). International Conflict and Security Law. T.M.C. Asser Press/Springer, The Hague, pp. 379-388.
7. Tsybulenko, E.; Platonova, A. (2022). Current Issues of Hague Law. In: Sayapin, S. et al. (Eds.). International Conflict and Security Law. T.M.C. Asser Press/Springer, The Hague, pp. 389-397.
8. Tsybulenko, E.; Suarez, S. (2022). INTERPOL. In: Sayapin, S. et al. (Eds.). International Conflict and Security Law. T.M.C. Asser Press/Springer, The Hague, pp. 673–691.
9. Tsybulenko E., Kajander A. (2021) The Hybrid Arsenal of Russia’s War Against the Democratic World. In: Mölder H., Sazonov V., Chochia A., Kerikmäe T. (eds) The Russian Federation in Global Knowledge Warfare. Contributions to International Relations. Springer, Cham. pp. 173-194.
10. Tsybulenko E., Tetera, I. (2021) Occupation of Crimea and military invasion of Donbas: International law and responsibility of the Russian Federation. In: Lodyn, P. (ed) Surviving near the empire: Price of the modern Kremlin's aggression. GOTsPND/IWP, Ivano-Frankivsk, pp. 152-182.
11. Цибуленко, Є.; Лобода, К. (2020). "Українська енциклопедія міжнародного права у світовому контексті" у "Український часопис міжнародного права / Ukrainian Journal of International Law", №3/2020, ст. 165-168.
12. Цибуленко, Є.; Тетера, І. (2020). "Міжнародно-правова кваліфікація окупації Донбасу. Псевдодержави і колабораціонізм на цій території" у "Право України", №11/2020, ст. 65-79.
13. Kajander, A., Kasper, A., Tsybulenko, Е. (2020). Making the Cyber Mercenary – Autonomous Weapons Systems and Common Article 1 of the Geneva Conventions. In: Jančárková, T. et al. (eds) 12th International Conference on Cyber Conflict. 20/20 Vision: The Next Decade. NATO CCDCOE Publications, Tallinn, pp. 79−95.
14. Tsybulenko, Е., Platonova, A. (2019). Violations of Freedom of Expression and Freedom of Religion by the Russian Federation as the Occupying Power in Crimea. In: Baltic Journal of European Studies, 9 (3 (28)), pp. 134−147.
15. Sayapin, S.; Tsybulenko, E. (Eds.) (2018) The Use of Force against Ukraine and International Law: Jus Ad Bellum, Jus In Bello, Jus Post Bellum. Springer, ISBN 978-94-6265-221-7
16. Tsybulenko E., Francis J.A. (2018) Separatists or Russian Troops and Local Collaborators? Russian Aggression in Ukraine: The Problem of Definitions. In: Sayapin S., Tsybulenko E. (eds) The Use of Force against Ukraine and International Law. T.M.C. Asser Press/Springer, The Hague, pp. 123-144.
17. Tsybulenko E., Kelichavyi B. (2018) International Legal Dimensions of the Russian Occupation of Crimea. In: Sayapin S., Tsybulenko E. (eds) The Use of Force against Ukraine and International Law. T.M.C. Asser Press/Springer, The Hague, pp. 277-296.
18. Tsybulenko, E.; Pakhomenko, S. (2016). The Ukrainian Crisis As A Challenge For The Eastern Partnership. In: Kerikmäe, T.; Chochia, A. (Ed.). Political and Legal Perspectives of the EU Eastern Partnership Policy. Springer International Publishing, 167−179.
19. Tsybulenko, E.; Hlushchenko, S. (2014). Comparative analysis of some aspects of the legal status of the Secretary of the Chamber of Higher Specialized Court of Ukraine and the Chair of judicial chamber of the Supreme Court of Latvia. L’Europe unie/United Europe, 7-8/2013-14, 25 — 30.
20. Tsybulenko, E.; Amorosa, P. (2012). National minorities in Estonia: 20 years of citizenship policies . L’Europe unie/United Europe, 6/2012, 85 — 90.
21. Tsybulenko, Evhen (2010). Ukraina kasutamata jäänud võimalus. Poliitika, riigiteadus, rahvusvahelised suhted, 24 — 34.
22. Цибуленко, Є. (2008). Українська громада Естонії як чинник політичного пливу. Національна академія наук України. Інститут історії України. (Eds.). Українці в Естонії: вчора, сьогодні, завтра (76 — 80). Київ: Геопринт
23. Цыбуленко, Е. H. (2008). Кто победил в «войне с террором»? Международное сообщество и глобализация угроз безопасности: сборник научных докладов. В 2 частях. Часть 2: Международное сообщество и национальные государства в поиске ответов на новые угрозы безопасности. (241—244). Великий Новгород: НовГУ имени Ярослава Мудрого.
24. Margassova, R.; Meiorg, M.; Ponomarjova, U.; Tsybulenko, E. (2008). ja pagulaste vabatahtliku tagasipöördumise toetamine, Uuringu lõpparuanne, Tallinn 2008, издание Центра по правам человека.
25. Цибуленко, Є. (автор раздела 2, п.3); (2007). Воєнні аспекти міжнародного права (видання 2-ге, доопрацьоване). Київ: Азимут-Україна (видання здійснене за фінансування Міжнародного Комітету Червоного Хреста).
26. Максименко, С. (2005, рецензент: Evhen Tsybulenko). Шенгенское право и свобода передвижения: международно-правовые аспекты глобальной миграции. Одесса: Астропринт, 192 с., ISBN 966-318-406-X.
27. Цибуленко, Є. (2004). Чубарєв Валентин Леонідович. Національна академія наук України. Інститут держави і права ім. В. М. Корецького (Eds.). Юридична енциклопедія (417—418). Київ: Українська енциклопедія
28. Tsybulenko, Evhen (2003). Implementation of International Humanitarian Law: experience of the Netherlands. International Law and National Legislation, 28 — 30.
29. Цибуленко, Є (2003), автор раздела в: Міжнародне право: військові аспекти: Навчальний посібник: Рекомендовано МОН/ За ред. В. Б. Толубка. Київ: Національна Академія Оборони України, 2003. 252 с.
30. Базов, В. (2003, рецензент: Evhen Tsybulenko). Кримінальна відповідальність за серйозні порушення міжнародного гуманітарного права. Київ: Істина
31. Цибуленко, Є (2002). Засоби ведення війни та захист навколишнього середовища. Український часопис міжнародного права, 42 — 47.
32. Цибуленко, Є. (2001). Міжнародний Комітет Червоного Хреста. Національна академія наук України. Інститут держави і права ім. В. М. Корецького (Eds.). Юридична енциклопедія (680—681). Київ: Українська енциклопедія
33. Цибуленко, Є. (2001). Міжнародна Федерація Товариств Червоного Хреста і Червоного Півмісяця. Національна академія наук України. Інститут держави і права ім. В. М. Корецького (Eds.). Юридична енциклопедія (662). Київ: Українська енциклопедія
34. Цибуленко, Є. (2001). Міжнародний Рух Червоного Хреста і Червоного Півмісяця. Національна академія наук України. Інститут держави і права ім. В. М. Корецького (Eds.). Юридична енциклопедія (688). Київ: Українська енциклопедія
35. Цибуленко, Є. (2001). Конвенція про заборону військового або будь-якого іншого ворожого використання засобів впливу на природне середовище. Національна академія наук України. Інститут держави і права ім. В. М. Корецького (Eds.). Юридична енциклопедія (225). Київ: Українська енциклопедія
36. Цибуленко, Є. (2001). Конвенція про заборону або обмеження застосування конкретних видів звичайної зброї, які можуть вважатися такими, що завдають надмірні пошкодження або мають невибіркову дію. Національна академія наук України. Інститут держави і права ім. В. М. Корецького (Eds.). Юридична енциклопедія (225). Київ: Українська енциклопедія
37. Цибуленко, Є. (2001). Конвенція про заборону застосування, накопичення, виробництва і розповсюдження протипіхотних мін та їх знищення. Національна академія наук України. Інститут держави і права ім. В. М. Корецького (Eds.). Юридична енциклопедія (225—226). Київ: Українська енциклопедія
38. Tsybulenko, E. (2001). The fourth student competition for F.F. Martens simultaneously took place in Moscow, Kiev and Tashkent. Международное право — International Law, 343—344.
39. Цибуленко, Є. (2000). Обмеження застосування звичайної зброї. Юридичний вісник, 105—109.
40. Дмитрієв, А.; Дяченко, В.; Цибуленко, Є.; Цюрупа, М. (2000). Міжнародне гуманітарне право: філософсько-правова доктрина регулювання збройних конфліктів. Четверта книга: Джерела, Принципи, Норми. Київ: Сфера
41. Цибуленко, Є.; Цимбалюк, М.; Шинкаренко, Л. (2000). Поширення знань про Міжнародний Рух Червоного Хреста і Червоного Півмісяця та Міжнародне Гуманітарне Право (Посібник). Київ: Нора-Прінт
42. Базов, В.; Качан, І.; Майоров, І.; Поніматченко, Ю. (2000, руководитель: Evhen Tsybulenko). Міжнародне гуманітарне право: Навчальний посібник. Варта
43. Цибуленко, Є. (1999). Оттавська конвенція — інструмент заборони протипіхотних мін (доповнена). Право України, 118—121.
44. Цибуленко, Є.; Заблоцька, Л. (1999). Оттавська конвенція — інструмент заборони протипіхотних мін. Світовий рух за заборону протипіхотних мін. Відповідь України? (120—128). Київ: Український незалежний центр політичних досліджень
45. Цибуленко, Є. (1999). Протипіхотні міни і міжнародне гуманітарне право. Держава і право. Щорічник наукових праць молодих вчених. (423—428). Київ: Ін Юре
46. Цибуленко, Є. (1998). Зброя об’ємного вибуху в світлі міжнародного гуманітарного права (доповнена). Право України, 109—113.
47. Цибуленко, Є. (1998). Пекельна зброя . Вісник Червоного Хреста України, 28 — 29.
48. Цибуленко, Є. (1997). Зброя об’ємного вибуху в світлі міжнародного гуманітарного права. Вісник Київського національного університету імені Тараса Шевченка, випуск 7, 124—128.
49. Цыбуленко, Е. (1997). Противопехотные мины — вызов, брошенный человечеству. Красный Крест. Бюллетень Белорусского Красного Креста, 10 — 11.
50. Tsybulenko, E. (1996). The problem of the prohibition of mines and blinding laser weapons. The Ukrainian Journal of Human Rights, 136—140.
51. Цибуленко, Є. (1996). Проблема заборони мін та засліплюючої лазерної зброї. Український часопис прав людини, 49 — 53.

## Публіцистика і громадська діяльність
- Цибуленко в російсько-грузинському конфлікті підтримує позицію грузинської влади, називаючи Росію агресором і вимагаючи негайного виведення російських військ із зони конфлікту.
- Прибічник визнання комуністичної ідеології — злочинною.
- Є прихильником визнання Голодомору українців 1932-33 років — Геноцидом, а так-ж визнання Геноциду вірмен 1915 року.
- Виступає за героїзацію українського національно-визвольного руху, включаючи ОУН-УПА.
- Активно критикує політику президента Януковича і його команди.
- Підписувач багатьох відкритих листів і звернень російської опозиції, в тому числі в квітні 2010 р. підписав звернення «Путін має піти».
- У внутрішній естонської політиці дотримується правих поглядів і часто критикує політику центристської партії.
- Ввів в обіг популярний інтернет-мем "9 травня - день перемоги Колими над Бухенвальдом"[9][10]

Статті та інтерв'ю Цибуленка викликають широкий резонанс і неоднозначну реакцію. Матеріали Цибуленка виходили українською, російською, естонською, англійською, фінською, латиською, литовською, французькою, польською, грузинською, арабською, сербською та іншими, загалом 25-ю мовами у більш ніж 30 країнах світу.
Ряд російських видань відкрито звинуватили Цибуленка в русофобії
Сам Цибуленко звинувачення в русофобії категорично відкидає:
| Ліві лапки | ...чтобы раз и навсегда закрыть этот вопрос, официально заявляю, что никогда русофобом не являлся и быть таковым не собираюсь. Да, я: 1. путинофоб; 2. коммунизмофоб; 3. великорусскошовинизмофоб; 4. российского империализмафоб. НО, все это никакого отношения к русофобии не имеет. Если для кого-то Россия и Путин (или далее по списку) синонимы, то примите мои соболезнования... | Праві лапки |

У 2011 році переклав українською мовою вірш Юрія Нестеренка «Саме я розстріляв Че Гевару».

## Відео
- В поле зрения — Круглий стіл на ETV (Естонське державне ТБ) 07.05.2007.